# Abrocythereis punctata
Abrocythereis punctata is een mosselkreeftjessoort uit de familie van de Trachyleberididae. De wetenschappelijke naam van de soort is voor het eerst geldig gepubliceerd in 1986 door Hu.